# (6151) Viget
(6151) Viget est un astéroïde de la ceinture principale.

## Description
(6151) Viget est un astéroïde de la ceinture principale découvert le 19 novembre 1987 par l'astronome Edward L. G. Bowell.
Il a été nommé de cette manière afin de célébrer les 250 ans de la création de l'université de Princeton, dont la devise latine est : « Dei Sub Numine Viget ».